# Jan Voneš
Jan Voneš (Rudíkov, 30 dicembre 1999) è un pistard e ciclista su strada ceco che corre per il team Tufo-Pardus Prostějov.

## Palmarès

### Pista
- 2021

Campionati cechi, Inseguimento a squadre (con Pavel Kelemen, Jan Kraus e Nicolas Pietrula)
Campionati cechi, Americana (con Denis Rugovac)
Campionati cechi, Corsa a eliminazione
- 2022

Campionati cechi, Inseguimento a squadre (con Denis Rugovac, Petr Vávra e Nicolas Pietrula)
Campionati cechi, Americana (con Denis Rugovac)
Campionati cechi, Corsa a eliminazione
- 2023

Grand Prix Prešov, Corsa a punti
Grand Prix Prešov, Omnium

## Piazzamenti

### Competizioni mondiali
- Campionati del mondo su pista

Aigle 2016 - Inseguimento a squadre Junior: 16º
Aigle 2016 - Corsa a punti Junior: 16º
Aigle 2016 - Americana Junior: 9º
Saint-Quentin-en-Yvelines 2022 - Corsa a eliminazione: 11º
Saint-Quentin-en-Yvelines 2022 - Corsa a punti: ritirato
Glasgow 2023 - Scratch: 13º
Glasgow 2023 - Americana: ritirato

### Competizioni europee
- Campionati europei su pista

Aigle 2018 - Inseguimento a squadre Junior: 7º
Aigle 2018 - Americana Junior: 5º
Apeldoorn 2021 - Corsa a eliminazione Under-23: 6º
Apeldoorn 2021 - Corsa a punti Under-23: 15º
Apeldoorn 2021 - Americana Under-23: 5º
Anadia 2022 - Corsa a eliminazione Under-23: 8º
Anadia 2022 - Omnium Under-23: 8º
Anadia 2022 - Americana Under-23: 6º
Monaco di Baviera 2022 - Corsa a punti: 9º
Monaco di Baviera 2022 - Corsa a eliminazione: 12º
Grenchen 2023 - Omnium: 15º
Grenchen 2023 - Americana: ritirato